# Julio Laporta Hellín
Julio Laporta Hellín (Alcoy, Alicante, 21 december 1870- aldaar, 22 december 1928) was een Spaans componist en dirigent.
Laporta Hellín was directeur van de muziekschool in een wijk van Barcelona met naam Vella. Hij was heel verbonden met de muziek voor de fiestas Moros y Cristianos en schreef als componist verschillende werken voor dit Spaans cultuurevenement. Hij stichtte ook het tokelorkest La Armónica Alcoyana en was haar dirigent. An dit orkest aangesloten was ook een muziekschool, die de naam "La Infantil" droeg. Hij was ook dirigent van de Banda de Música Societat Musical Nova d'Alcoi.

## Werken voor banda (harmonieorkest)
- 1902 Chano, paso-doble
- 1911 Mi Barcelona, paso-doble
- 1917 Un recuerdo para la Infantil, wals lento
- 1927 El Desgavellat, paso-doble
- 1928 Un Moble més, paso-moro
- Walí, Walí - tekst: José Vidal Botella
- El rei capità, paso-doble
- Guillermón, paso-doble
- Remigiet

- Biblioteca Nacional de España: XX1090656
- Virtual International Authority File: 86744673
- WorldCat: E39PBJcrdjBgTcr349qr4Fx7HC